# Eurypon sessile
Eurypon sessile är en svampdjursart som först beskrevs av Carter 1880.  Eurypon sessile ingår i släktet Eurypon och familjen Raspailiidae. Inga underarter finns listade i Catalogue of Life.